# Daniel Erlandsson
Daniel John Erlandsson (22. svibnja 1976., Malmö, Švedska) je švedski bubnjar, najpoznatiji kao bubnjar melodičnog death metal sastava Arch Enemy.  
Svirao je na albumu Subterranean od In Flames. Svirao je za Eucharist, Liers in Wait, Diabolique, Armageddon i The End.
Danielov stariji brat je Adrian Erlandsson, bubnjar grupe At the Gates i bivši bubnjar Cradle of Filth. Obojica su odrasla u Švedskoj i zajedno učili svirati u podrumu.
Prema Arch Enemy službenoj stranici Danielovi utjecaji (osim brata) su Bill Cobham, Clive Burr, Vinny Appice, Dave Lombardo, Scott Travis i mnogi drugi.

## Oprema
- Bubnjevi:
- 24"x18" Bas x 2
- 8"x7" Tam
- 10"x8" Tam
- 12"x9" Tam
- 13"x10" Tam
- 16"x14" Floor
- 18"x16" Floor

- Činele: Sabian
- 14” AA Metal-X Hi-Hats (Fuš)
- 17” AAXtreme China
- 18” AA Metal-X Crash
- 10” Pro Sonix Splash
- 15” AAXtreme China
- 19” AA Metal-X Crash
- 22” AA Metal-X Ride
- 18” AAXplosion Crash
- 13” AAX Fusion Hi-Hats (Fuš)
- 18” AA Metal-X China

- Vic Firth palice

## Vanjske poveznice
- Daniel Erlandsson MySpace stranica
- Daniel Erlsson Arch Enemy profil  Arhivirana inačica izvorne stranice od 13. kolovoza 2007. (Wayback Machine)